# 筒袖鎧
筒袖鎧（とうしゅうがい、つつそでよろい）は、中国の甲冑・鎧の形式の一つ。古代中期に用いられた。

## 概要
肩から上腕を守る鎧の袖と胴鎧が一体化し、一枚のシャツのような構造になった鎧。漢代に登場し、三国時代に軍の主要な甲冑として使用された。武器を振るう際に急所となり易い脇下も覆うことで、防御力を高めている。また、鉄鋼で作られているため、南北朝初期のものは670キログラムの威力をもった弩でも容易には貫通できなかった。『南史』『宋史』には蜀漢の丞相、諸葛亮が発明したと記録されているが（cf. “諸葛亮の筒袖鎧”）、袖付きの鎧は三国時代よりも200年以上前の時代から存在が確認できるため、実際は元々あった筒状の鎧に改良を加えたものと考えられている。

## 構造
基本的な形状は漢代の魚鱗甲と同様、鱗状の小札を隙間なく重ねて革紐で綴っている。前漢の中山靖王劉勝の墓から出土した袖付きの鎧は、袖を通した後に、前開きになった胸部を紐やボタンで留める形状であったが、魏晋時期の彫像にはそれが見られず、シャツのように頭からかぶって着用する形状になっている。これにより、鎧の隙間から槍や矢を突き入れられる危険がなくなった。歩兵や軽騎兵は上半身のみを鎧で保護し、重騎兵は筒袖鎧に加えて脚部を守るため、佩楯に似た腿裙というスカート状の防具を付けた。